# Tom Chaplin
Thomas Oliver Chaplin (Battle, 8 maart 1979) is een Britse zanger en songwriter. Hij is het best bekend als leadzanger van de Britse alternatieve rockgroep Keane.

## Biografie
Chaplin ging naar Tonbridge School, waar hij Tim Rice-Oxley, Richard Hughes en Dominic Scott ontmoette. Met hen richtte hij Keane op. Chaplin stopte zijn opleiding aan de Universiteit van Edinburgh om met de band in 1999 te verhuizen naar Londen, waar ze hoopten op een deal met een label.
Scott was oorspronkelijk de leadgitarist van de band, daarom speelde Chaplin in eerste instantie akoestische gitaar. Sinds Scotts vertrek in 2001 speelt Chaplin keyboard tijdens liveoptredens.
In 2006 verviel Chaplin in zijn drugs- en drankverslaving en liet hij zich opnemen in een ontwenningskliniek. In 2007 waren de problemen achter de rug en kwam hij met Keane weer terug. Eind 2013 maakte Keane als band bekend een pauze in te lassen. Tijdens deze pauze plant Chaplin een solo-album uit te brengen met eigen werk.
Op 14 oktober 2016 kwam Chaplin's eerste soloalbum The Wave uit. In aanloop naar de release van het album kwam naar buiten dat de Keane-zanger nadat de band een pauze had ingelast opnieuw in de problemen was gekomen door drugs en alcohol. Het album, waarvoor Chaplin voor het eerst zelf nummers schreef, vertelt het verhaal over zijn gevecht met verslaving.
In 2017 bracht Chaplin het kerstalbum Twelve Tales of Christmas uit.
Op 2 september 2022 volgde een derde solo-album, genaamd Midpoint.

## Trivia
- Hij was het jongste lid van Keane, totdat Jesse Quin (1981) bij de band kwam.
- Tijdens een optreden in Nottingham zei Tom dat hij citroenthee drinkt om zijn keel te 'smeren'.
- Hij droeg normaal zijn witte riem tijdens optredens. Tegenwoordig is deze verruild voor een 'normale' zwarte riem.
- Hij zong mee met Band Aid 20 tijdens de heropname van Do they know it's Christmas in 2004.
- Zijn stem wordt vergeleken met die van Freddie Mercury van Queen. In 2010 zong hij, begeleid door de oud-bandleden van Queen, het nummer 'It's a Hard Life' op het Prince's Trust Rock Gala.
- Hij is sinds 2011 getrouwd met Natalie Dive. Samen hebben ze 2 kinderen.
- Chaplin verscheen als “Poodle” in het derde seizoen van de Britse versie van The Masked Singer.

## Serious Request 2012
In december 2012 verscheen een nieuwe single van Chaplin, genaamd Same Heart. De plaat kwam tot stand in samenwerking met Laura Jansen. Het is geschreven door Jansen, die Chaplin vroeg mee te werken. Jansen schreef de plaat voor 3FM Serious Request, waar hij gedurende de week van het Glazen Huis dient als themasong.

## Discografie

### Soloalbum
The Wave (2016)
Twelve Tales of Christmas (2017)
Midpoint (2022)

### Singles
| Single met eventuele hitnotering(en) in de Nederlandse Top 40 | Datum van verschijnen | Datum van binnenkomst | Hoogste positie | Aantal weken | Opmerkingen                                   |
| ------------------------------------------------------------- | --------------------- | --------------------- | --------------- | ------------ | --------------------------------------------- |
| Same heart                                                    | 04-12-2012            | 15-12-2012            | 25              | 4            | met Laura Jansen / Nr. 6 in de Single Top 100 |

- Bibsys: 5071629
- Bibliothèque nationale de France: cb170832409 (data)
- Gemeinsame Normdatei: 1076762352
- International Standard Name Identifier: 0000 0001 1467 0126
- Library of Congress Control Number: nb2007012118
- MusicBrainz: f68af171-56ab-49cb-a8c2-977738f1860e
- Nationale Bibliotheek van Tsjechië: xx0086439
- Virtual International Authority File: 6919359
- WorldCat: E39PBJt8dWhWVMRFcYKVyJc773